# Каган, Максим Юрьевич
Макси́м Ю́рьевич Кага́н (род. 8 сентября 1961 года) — российский физик, член-корреспондент РАН (2006), профессор Высшей школы экономики, главный научный сотрудник Института физических проблем им. П. Л. Капицы, специалист в области физики твёрдого тела и физики низких температур.

## Биография
Сын академика Ю. М. Кагана, внук писателя Н. Е. Вирты.
В 1984 году окончил Московский инженерно-физический институт  (с 2009 года — Национальный исследовательский ядерный университет «МИФИ»). В 1989 году защитил кандидатскую диссертацию на тему «Сверхтекучие свойства систем с анизотропным или неоднородным упорядочением». С 1994 года является доктором физико-математических наук (диссертация на тему «Сверхпроводимость и сверхтекучесть в ферми-системах с отталкиванием»). Лауреат Гранта Президента РФ для молодых докторов наук (1996—2003). С 2013 года начал работать в НИУ ВШЭ, является членом учёного совета. Читает лекции по курсу «Теория сильнокоррелированных систем» (9—10 семестры) на кафедре теоретической ядерной физики МИФИ.